# Alexandra của Hy Lạp và Đan Mạch
Alexandra của Hy Lạp và Đan Mạch, còn được gọi là Aleksandra Georgievna sau khi kết hôn (30 tháng 8 [lịch cũ 18 tháng 8] năm 1870 – 24 tháng 9 [lịch cũ 12 tháng 9] năm 1891), là con gái của Georgios I của Hy Lạp và Olga Konstantinovna của Nga. Alexandra là em gái của Konstantinos I của Hy Lạp, chị họ của Nikolai II của Nga và là em họ của George V của Liên hiệp Anh.